# Насєдкін Пилип Іванович
Пилип Іванович Насєдкін (14 (27) серпня 1909, село Знам'янка Воронезької губернії, тепер у складі Старооскольського міського округу, Бєлгородської області — 3 червня 1990, Москва) — російський радянський письменник, 2-й секретар ЦК ЛКСМ України.

## Біографія
Народився у селянській родині. Член комсомолу з 1926 року. З 1927 року працював головою сільського робітничого комітету. З 1928 року був на відповідальній комсомольській роботі, очолював один із сільських районних комітетів ВЛКСМ.
Член ВКП(б) з 1929 року.
У 1930—1931 р. — завідувач відділу кадрів нафтового тресту в місті Воронежі.
У 1932 році закінчив Воронезький педагогічний інститут, а у 1933 році — Вищі журналістські курси при Всесоюзному комуністичному інституті журналістики.
У 1933—1934 роках — редактор газети політичного відділу машинно-тракторної станції в Кабардино-Балкарській АРСР Орджонікідзевського краю.
У 1934—1936 роках — у Червоній армії.
У 1936—1937 роках — постійний кореспондент газети «Комсомольська правда» по Казахській РСР. У 1937—1938 роках — постійний кореспондент, завідувач відділення газети «Комсомольська правда» по Українській РСР.
У грудні 1938 — 8 грудня 1939 року — 2-й секретар ЦК ЛКСМУ.
У квітні 1939 — квітні 1943 року — секретар ЦК ВЛКСМ з питань пропаганди і агітації, член Бюро ЦК ВЛКСМ.
У 1940 році — відповідальний редактор журналу «Зміна». У роки німецько-радянської війни, з вересня 1941 по квітень 1943 року — комісар Головного управління загального військового навчання при Народному комісаріаті оборони СРСР. У 1945 році закінчив Вищу дипломатичну школу. У цей час тяжко захворів і втратив зір. Будучи незрячим, написав 16 повістей і романів. У 1949—1950 роках — голова президії Центрального правління Всеросійського товариства сліпих.
Почав друкуватися у 1931 році (оповідання «Набат» у журналі «Підйом», Воронеж). Твори письменника присвячені діяльності комсомольців в роки Громадянської війни в Росії, трудових буднів радянської молоді. Вистави за романом «Великі голодранці» ставилися на багатьох театральних сценах. Два романи письменника були екранізовані.
Помер 3 червня 1990 року. Похований у Москві на Троєкуровському цвинтарі.

## Нагороди та премії
- премія Ленінського комсомолу (1970) — за створення роману «Великі голодранці»
- два ордени Трудового Червоного Прапора
- орден Дружби народів
- медалі
- почесний знак ЦК ВЛКСМ
- звання «Почесний громадянин міста Старий Оскол і Старооскольського району» (4.12.1987)

## Пам'ять
Його ім'ям названа вулиця в південно-західній частині міста Старий Оскол і у рідному селі Знам'янка.

## Список творів

### Романи
- Повернення (1945)
- Велика сім'я (1949)
- Випробування почуттів (1956)
- Великі голодранці (1967)
- Червоний чорнозем (1969)
- Осяяння (1970)

### Повісті
- Так починалося життя (1938)

## Екранізації
- Великі голодранці (1973)
- Червоний чорнозем (1977)